# Fixer (Journalismus)
Fixer oder weiblich Fixerin (auch Stringer) bezeichnet im Journalismus eine Person, die von einem Auslandskorrespondenten oder einem Medienunternehmen engagiert wird, um eine Story zu arrangieren. Oft handelt es sich dabei um einen örtlichen Journalisten.
Fixer arbeiten oft als Übersetzer, Begleiter oder eine Art Führer, und sind behilflich, Interviews zu arrangieren, zu denen der Korrespondent sonst keinen Zugang hätte. Sie helfen dabei, Informationen für die Reportage zu sammeln und spielen manchmal eine entscheidende Rolle für das Endergebnis. Fixer begeben sich oft selbst in Gefahr, besonders in totalitären Regimen, in denen sie mit Repressionen rechnen müssen, weil sie Geheimnisse aufdecken oder gegen Zensurmaßnahmen der betreffenden Staaten verstoßen. In der Regel arbeiten sie als Freelancer und werden für jeden Job einzeln bezahlt.
Im modernen Journalismus sind diese Helfer oft wichtig, indem sie die Risiken innerhalb des Teams eines Journalisten minimieren und an wichtigen Entscheidungen für den Reporter beteiligt sind. Die Arbeit von Fixern wird selten gewürdigt, und oft schlecht bezahlt, was eine Diskussion über Rechte auf Entschädigung dieser Personen ausgelöst hat. Laut einer Statistik des Global Investigative Journalism Network liegt der tatsächlich gezahlte Grundlohn eines Fixers zwischen 50 und 400 US-Dollar pro Tag.

## Aufgaben
- das Konzeptualisieren der Story
- die Logistik der Recherche
- Netzwerken mit Quellen
- Übersetzen
- Sorge für die Sicherheit der Journalisten[4]